# Des friandises pour ta bouche
Albums de DJ Mehdi
(The Story of) Espion
(2002) Lucky Boy
(2006)
Des friandises pour ta bouche est le second album de DJ Mehdi sorti le 19 avril 2005 sur le label Espionnage/Kourtrajmé qui produit également le film Megalopolis de Romain Gavras associé dès le départ à l'album sous la forme d'un diptyque CD et DVD.

## Historique
Le disque est accompagné lors de sa sortie d'un DVD contenant le film Megalopolis de Romain Gavras du collectif Kourtrajmé qui est partie intégrante du projet comprenant deux facettes : l'une musicale avec l'album et l'autre cinématographique avec le court métrage inspiré de la musique proposée par DJ Mehdi à Gavras dans ce que le premier considère être « [ni] un clip ni une BO [... mais] comme une relation amoureuse finalement, un coït réussi »,,.
Pour la conception des musiques du pack, DJ Mehdi utilise des titres de Nico Bogue, RV Salters, Marie-Jeanne Serero, The Notorious B.I.G. (qui, en plus d’apparaître sur une affiche de Born Again, est aussi imité dans une interprétation visuelle fictive d’un de ses titres (Nasty Boy) dans le film Megalopolis), China, Sébastien Martel, Vincent Ségal, Nasty Nas, Boom Bass, Bob Coke, Manu Key, The Cambridge Circus, Zdar, Jay-Z, DSL,. Lors de la parution de l'album de nombreux bonus ont été ajoutés,,.
Trois titres de cet album ont été utilisés par le réalisateur Arnaud Desplechin comme parties intégrantes de son film Rois et Reine (2004). Il reprend à nouveau deux titres (My Time, My Days et Keep Moving) dans Roubaix, une lumière (2019).

## Liste des titres de l'album
1. It's Gonna Be Alright – 1:26
2. Le Cirque – 3:23
3. Liberation-Heading High – 0:24
4. Keep Moving – 2:48
5. Hip-Hop Suite – 0:47
6. Love Is the Blues – 2:38
7. Unhappy Again – 2:20
8. We Crying – 3:49
9. Love My Young Nation – 2:00
10. The Flame – 1:43
11. My Time My Days – 2:35
12. Have Fun – 4:01
13. Gonna Be in Peace (When I Paint My Masterpiece) + It's Only Beats & Blues – 7:02

## Accueil de la critique
Pour Le Petit Bulletin, l'album est « un concentré hypra efficace de l'art éclectique de Mehdi » où se mêlent « funk blaxploitation, hip-hop, électro, blues et bien d'autres choses encore qui se télescopent avec bonheur pour donner naissance à des thèmes courts et percutants », constat également repris par 20 minutes qui y voit « une sorte de mix tape video loufoque ».